# Hersilia madagascariensis
Espèce
Synonymes
- Hersiliopsis madagascariensis Wunderlich, 2004
- Hersilia madagascarensis (Wunderlich, 2004)

Hersilia madagascariensis est une espèce d'araignées aranéomorphes de la famille des Hersiliidae.

## Distribution
Cette espèce se rencontre à Madagascar, à Anjouan et à Mayotte,

## Description
Les mâles mesurent de 4,50 à 4,72 mm et les femelles de 4,50 à 5,18 mm.

## Taxinomie
Cette espèce a été découverte à l'état fossile dans du copal du Quaternaire. Elle a par la suite été observée vivante.

## Étymologie
Son nom d'espèce, composé de madagascar et du suffixe latin -ensis, « qui vit dans, qui habite », lui a été donné en référence au lieu de sa découverte.

## Publication originale
- Wunderlich, 2004 : On selected higher and lower taxa of fossil and extant spiders of the superfamily Oecobioidea, with a provisional Cladogram (Araneae: Hersiliidae and Oecobiidae). Beiträge zur Araneologie, vol. 3, p. 809–848.